# Ann Lee (artist)
Ann Lee, född Annerley Emma Gordon 12 november 1967, är en brittisk sångerska och låtskrivare inom eurodance. Hon är främst känd för sina båda hitlåtar från 1999, "2 Times" och "Voices". Lee är bosatt i Italien sedan början av sin karriär.

## Diskografi
- 1999 – Dreams
- 2007 – So Alive

## Singlar
- 1999 – "2 Times"
- 1999 – "Voices"
- 2000 – "Ring My Bell"
- 2001 – "So Deep"
- 2003 – "No No No"
- 2007 – "2 Times 2007"
- 2009 – "2 People"